# Jan Europa
Jan Europa fue una serie de historieta creada por Edmond para la revista "Mortadelo" de Editorial Bruguera en 1979, la más popular de su autor.

## Trayectoria editorial
La caída moderada de la presión de la censura y luego la llegada de la democracia permitió en España publicar una serie de historias con otra mentalidad nacida de convicciones diferentes a las oficiales del gobierno. La serie apareció en "Mortadelo", en "DDT" y después también en "Super Mortadelo" y fue publicada en Australia, Brasil, Francia y Yugoslavia. En Francia se llamó Jan Lazare y se empleó el nombre alternativo de Jan Europe en la versión inglesa. Jan Europa fue uno de los primeros cómics “realistas” que formó parte de las nuevas series de grafismo realista que editorial Bruguera encargó entonces a dibujantes nuevos o de prestigio como Borrell, Buylla, Cuyás, o Adolfo Usero, lo que desató cierto optimismo en la editorial.
El personaje pulp que fue creado por Edmond como un héroe inmortal "luchador por la paz" en 1966, en la década de los 70 fue aceptado para su publicación por Bruguera, pero no llegó a tener su propia revista sino demasiado tarde, apareciendo sus aventuras como porciones inconclusas en distintas publicaciones de Bruguera.
Desgraciadamente, la serie salió solo dos años. Su dibujante, Edmond trabajaba para varias compañías publicitarias españolas y extranjeras por mediación de las cuales publicó cómics para editoriales francesas y británicas, que pagaban cuatro veces más por el mismo trabajo que la española Bruguera y se atenían a unas garantías artísticas que no ofrecía la española. Edmond era dueño de su personaje y de sus dibujos, a diferencia de otros dibujantes de Bruguera y esta condición de hacer valer sus derechos hizo que la editorial pospusiera su trabajo. 
Debido a la debacle de editorial Bruguera y haber quedado inconclusa e interrumpida en numerosas ocasiones, la obra no es muy conocida como en el caso de obras de otros autores europeos.
En 1984, la propia Bruguera empezó a recopilar la serie en formato comic-books dentro de su colección "Cómics Bruguera", con portadas pintadas por el propio Edmond, pero solo produjo 10 números, con lo que quedó inconclusa. Jan Europa volvió a aparecer, además, en los números 189 a 192 de "Mortadelo". En 1987 editorial Bruguera se hundió definitivamente y parte del material que tenía almacenado se saldó en liquidación. En concreto, varios números de la colección Jan Europa que no llegaron a venderse en los quioscos fueron liquidados en promociones publicitarias de empresas como Yoplait, dedicadas a la fabricación de yogures y productos lácteos.
En 2009, Ediciones Glénat la reeditó completa. La edición de Glenant se hizo sin color a partir de las planchas antiguas y el material inédito aparecido en sitios insospechados. Fue recopilado en tres tomos, incluyendo noventa páginas inéditas que jamás se habían publicado.

## Argumento

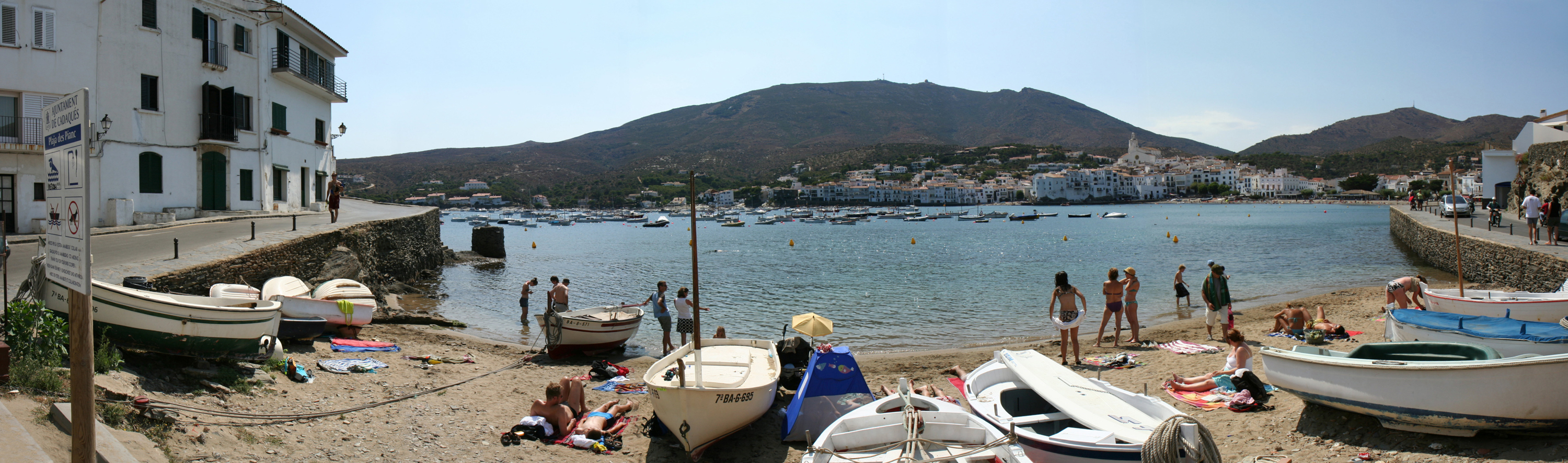
Cadaqués, lugar de nacimiento del protagonista.

Jan Europa es una serie que tiene como protagonista a un héroe aventurero inmortal al estilo europeo en una España donde existían demasiadas cosas prohibidas todavía y la oficialidad de la religión católica situaba fuera de la moral dominante todo aquello que se saliera de su canon.
Pensando en el formato de revista popular de tapa blanda (pulp) que contaba hazañas de héroes del estilo de soldados y bandoleros, mezclando géneros de la ficción como la ciencia ficción, la ficción de horror, suspenso, acción, romance y fantasía en los que intervenían distintos elementos de carácter instintivo como la violencia, la lascivia y el erotismo, Editorial Bruguera crea varias series, abarcando de la Edad Antigua a la contemporánea. Jan Europa se puede enmarcar en uno de estas edades a cubrir, en concreto la Edad Contemporánea.
La serie recuerda un poco a las nacionales del Capitán Trueno, el Corsario de Hierro, o el Jabato en el rol central y la distribución de los personajes que lo arropan y en que, como estos, Jan Europa es arrojado, noble y valiente, aunque a diferencia de héroes medievales, es mucho más culto y humano, con valores propios del siglo XX y la cultura pop de los 60-70. En el caso Jan Europa, las diferencias se deben principalmente a la propia iniciativa del autor, ya que la editorial permitía el libre desarrollo mientras la obra fuese aceptada por el público o el censor.
Jan Europa narra las fantásticas aventuras del protagonista homónimo, que había adquirido la inmortalidad durante la Primera Guerra Mundial.Un joven idealista abstemio y no fumador nacido en Cadaques se va de voluntario al ejército francés, para luchar por los aliados, muriendo en el frente de batalla. Resucita y un médico alemán que a pesar de estar en el ejército enemigo forma parte de una red aliada,e le examina informándole que es inmortal y le ayuda a escapar a la zona aliada. Es un héroe aventurero con vocación pacifista y unificadora con el ideal progresista de Europa, como su mismo nombre indicaba.
Se hace acompañar por la inglesa Ana Campbell y el escocés David McIntire, quienes aportan los toques erótico y humorístico a la historia. 
Los tres luchan frecuentemente contra los Iniciados Negros ayudados por los venerables ancianos llamados Guardianes del Poder en tanto que la organización mundial secreta de los Iniciados Negros del malvado Incógnito y sus secuaces son belicosos y desalmados. Las historias transcurren en Europa, África, América Latina y España. En España se sitúan en Barcelona, Gerona y Tenerife entre otras, y se pueden reconocer entre los dibujos varios edificios, iglesias y localidades.
La reciente libertad de prensa que contaba con pocas distracciones, desarrolló en la sociedad española la demanda de conocimiento que pasaba por intentar saber y conocer todas aquellas nuevas ideas. Se produjo una gran difusión de cultura popular en periódicos revistas, radio y los dos únicos medios de televisión por los mitos y fantasías, muchos de ellos de ciencia ficción o paranormales. Avances tecnológicos, historias como las del parapsicólogo Jiménez del Oso o el etnografo Michel Peissel: avistamientos OVNI, civilizaciones perdidas (Tíbet, América precolombina, Atlántida), sociedades humanas nativas, clones, fenómenos parapsicológicos... todo valía para tener alguna nueva cosa que contar. Edmond se inspiró en todo eso y la cultura popular contemporánea para crear una historia culta, coherente, concienzuda y detallista al estilo de la tradición de obras europeas como las franco belgas de Tintín con el dibujo realista propio del cómic francés y británico para la necesidad de distracción del público juvenil español. Para su relato Edmond aprovechó la historia universal de la lucha entre el bien y el mal, entre la libertad y una casta de privilegiados que intentan dominar el mundo en su provecho.

## Estilo
Para el crítico Miquel Esteba, Jan Europa destaca por su calidad gráfica, con coloreado a acuarela incluido, a pesar de la ocasional confusión de sus guiones y repetición de posturas de sus personajes.
Jan Europa tiene un cuidado dibujo que fue realizado por Edmond motu proprio ya que la editorial no se lo había demandado. Pródigo en detalles y reflejo de un ingente trabajo de documentación. Su dibujo de la figura humana no es tan estilizado como en otros autores de su época, y queda patente la belleza física de sus figuras tomada del natural. Son muchos los detalles que ofrece el dibujo de Jan Europa que no eran norma en Editorial Bruguera ni en otras editoriales del cómic radicadas en España por aquel entonces. Edmond dibujaba a partir de bocetos que tomaba del natural de edificios, animales, personas, monumentos, paisajes, barcos o puertos o fotos de los mismos. Así mismo empleó acabados a tinta negra y tonos de acuarela claros, ligeros y luminosos o sombríos y de colores oscuros para colorear de forma adecuada el ambiente que describía. Sin embargo la descuidada publicación llevada a cabo por la editorial, con los números desordenados, la interrupción frecuente de su publicación y la supresión de los colores o editar a un solo color para ahorrar en el coste no permitió su consolidación ni apreciar muchos de los detalles. El color aparecía por decisión personal de Edmond. No se lo pagaron nunca. Pero quiso que la obra saliera bien y puso el color el mismo. Fue el primer dibujante al que se le devolvieron las páginas de su obra porque lo puso como norma.
Al estar destinada a un público juvenil europeo las partes del guion más eróticas o explícitas quedaron inéditas, y los dibujos más intimos o que mostraban las posturas más sensuales se eliminaron o se modificaron en la publicación de Bruguera. La serie se empleó para rellenar páginas en números apresurados y los errores de redacción, las duplicaciones de unas páginas y la falta de otras, impidió la comprensión del relato que quedó definitivamente inconcluso cuando faltaba cerca de un tercio para finalizarlo.